# Семёнкина, Екатерина Ефимовна
Семёнкина Екатерина Ефимовна (5 ноября 1926, Москва — 8 августа 2009, там же) — солистка Академического хора русской песни Российского государственного музыкального телерадиоцентра. Народная артистка РСФСР (1977).

## Биография
Родилась 5 ноября 1926 года в Москве в рабочей семье. Уроки пения брала у О. В. Ковалёвой, А. В. Руднёвой и Н. В. Кутузова. С 1947 года, более 50 лет пела в хоре русской песни Гостелерадио СССР (с 1982 года — руководитель группы солистов).
В её репертуаре более 400 русских старинных и современных авторских песен. В фильме «Дело было в Пенькове» дуэтом с Антониной Фроловой спела известную песню Николая Доризо и Кирилла Молчанова «Огней так много золотых на улицах Саратова».
Муж — Николай Васильевич Кутузов (1926—2011), главный дирижёр Академического хора русской песни Центрального телевидения и Всесоюзного радио, народный артист СССР (1986).
Дочь — Елена Николаевна Кутузова (род. 1950), с 1994 года — главный хормейстер Академического хора русской песни РГМЦ, с сентября 2011 — художественный руководитель и главный дирижёр этого коллектива, в 2015—2017 годах — художественный руководитель Сибирского русского народного хора, заслуженная артистка России (2001).

## Награды и звания
- Заслуженная артистка РСФСР (16.04.1963)
- Народная артистка РСФСР (5.07.1977)
- Орден Почёта (27.11.1995)[2]